# قائمة المراكز المالية في العالم

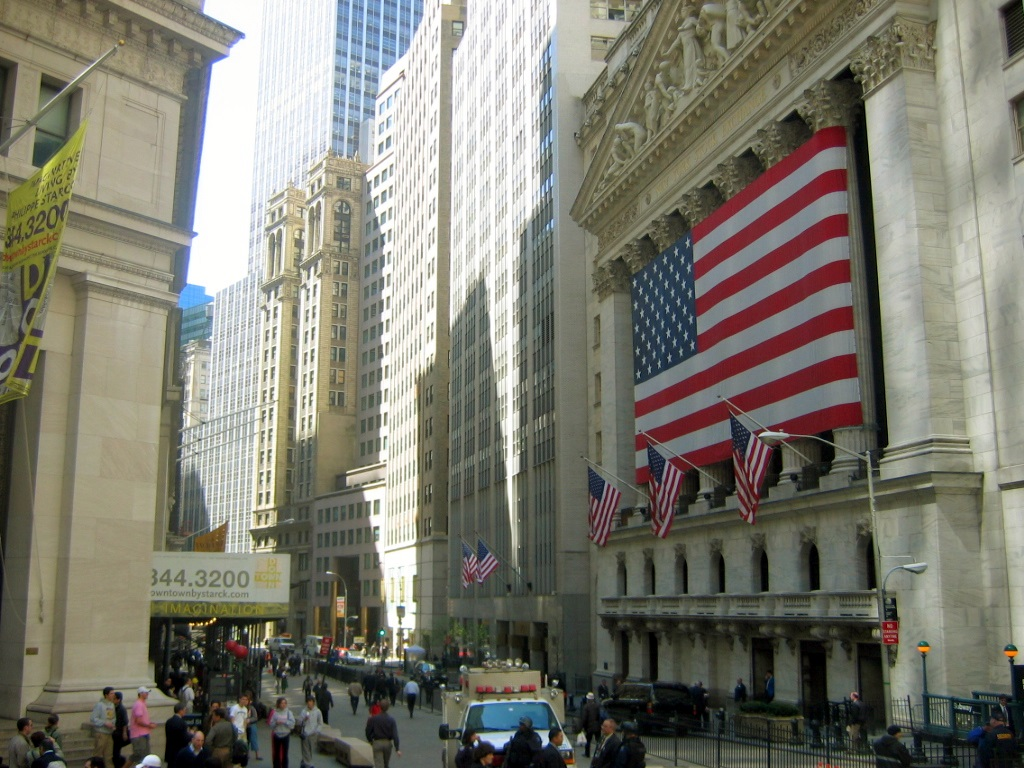

المراكز المالية هي المنطقة المركزية المالية وهي المدن العالميه التي تضمُّ عدداً كبيراً من المصارف والمؤسسات التجارية والبورصات المالية البارزة عالمياً. ثمَّة من بينها بعض المراكز المالية العالمية (اختصاراً IFC)، وهي مدن تكون ذات مراكز هامَّة عالمياً في سوق المعاملات المالية، وغالباً ما تضمُّ على الأقل سوق أسهمٍ مالية واحدة.

## قائمة المراكز المالية
ومن أهم المراكز المالية الكبرى في العالم منقسمة على القارات الخمس، وهي كالتالي:

### إفريقيا
- حي المال والأعمال، العاصمة الإدارية الجديدة،  مصر.
- موريشيوس:بورت لويس D'آرمز
- المغرب: الدار البيضاء أنفا (أنفا)، معاريف (المعاريف) (سيدي بليوط)، سيدي معروف، بوسكورة
- جنوب أفريقيا: جوهانسبرغ ساندتون

### أمريكيا الشمالية
- كندا:مونتريال شارع جاك سانت

-تورونتو الحي المالي و شارع خليج
-فانكوفر الحي المالي
- الولايات المتحدة الأمريكية:
- بوسطن الحي المالي
- شارلوت أبتاون شارلوت
- شيكاغو شارع لاسال
- ديترويت «الحي المالي ديترويت»
- جاكسونفيل Northbank (جاكسونفيل)
- لوس أنجلوس. الحي المالي
- ميامي بريكل
- مدينة نيويورك وول ستريت
- فيلادلفيا مركز جامعة بنسلفانيا
- سان فرانسيسكو الحي المالي
- سياتل الحي المالي

### أمريكا الجنوبية
- البرازيل:

- ريو دي جانيرو: سنترو
- ساو باولو: الفافيل، Brooklin، سنترال المنطقة، شارع باوليستا، و فيلا اوليمبيا
- المكسيك:

-غوادالاخارا بويرتا دي هييرو
- مكسيكو سيتي بولانكو، و باسيو دي لا ريفورما سانتا
- مونتيري فالي أورينت
- باراغواي: أسونسيون: Aviadores ديل شاكو شارع
- بيرو:

-ليما سان ايسيدرو

### آسيا
- الإمارات العربية المتحدة:

-مركز دبي المالي العالمي أو DIFC
سوق أبو ظبي العالمي
- المملكة العربية السعودية

-الرياض مركز الملك عبد الله المالي
- بنغلاديش:

- شيتاغونغ، AGRABAD
- دكا، Motijheel
- دكا جولشان ثناء
- دكا Kawran بازار
- الصين:

- بكين شارع المالية بكين
- هونغ كونغ [الوسطى [وهونغ كونغ | سنترال]] و شيونغ وان
- شنغهاي جياتسوى في بودونغ
- الهند :

- مومباي شارع دلال
- حيدر أباد
- اليابان :

- أوساكا تشو كو
-طوكيو: Marunouchi، نيهونباشي و أوتماشي
- لبنان:

-بيروت [منطقة [وسط بيروت | منطقة الوسطى]]
- باكستان:

-كراتشي إبراهيم إسماعيل جندريكاريون الطريق
- الفلبين :

-مانيلا شارع أيالا
- سنغافورة :

- «طريق شنتون» في رافلز
- سول، Teheranno
- تايلاند:

-بانكوك ساتورن و سيلوم
- تركيا:

- اسطنبول
-ليفنت

### أستراليا
- سيدني

### أوروبا
- بلجيكا:

بروكسل الربع الشمالي
- فرنسا:

- ليون
- مرسيليا، الأورومتوسطية
- باريس
- ألمانيا:

- فرانكفورت، Bankenviertel
- اليونان:

- أثينا شارع سوفوكليوس
- هولندا:

- أمستردام Zuidas و الدمارك
- روسيا :

- موسكو موسكو مركز الأعمال الدولي، كتاي جورود ومنطقة Tverskoy
- إسبانيا:
- برشلونة @ 22 و فندق Granvia HOSPITALET
- مدريد AZCA و CTBA
- سويسرا:

- زيوريخ Paradeplatz
- المملكة المتحدة:

- لندن:
- مركز مدينة لندن
- كناري وارف

## ترتيب المراكز المالية العالمية
تصدر منظمة "Z/Yen" البريطانية سنوياً ترتيباً بأهم المراكز المالية عالمياً تحت اسم مؤشر المراكز المالية العالمية (Global Financial Centres Index)
نوذج تصنيف سنة 1910 لقائمة مدن العالم المالية الكبرى:
| المرتبة | التغير عن السنة السابقة | المدينة   | النقاط |
| 1       |                         | لندن      | 794    |
| 2       |                         | نيويورك   | 779    |
| 3       |                         | هونغ كونغ | 759    |
| 4       |                         | سنغفورة   | 751    |
| 5       | 1                       | طوكيو     | 720    |
| 6       | ▼ 1                     | زيورخ     | 718    |
| 7       | 1                       | بوسطن     | 714    |
| 8       | ▼ 1                     | جنيف      | 710    |
| 9       | 1                       | فرانكفورت | 702    |
| 10      | ▼ 1                     | سيئول     | 701    |